# Jernej Antolin Oman
Jernej Antolin Oman, slovenski pesnik, pisatelj, domoznanec, dialektolog in bibliotekar, * 26. december 1991, Kranj.

## Življenje in delo
Živi v Puštalu pri Škofji Loki. Obiskoval je osnovno šolo in gimnazijo v Škofji Loki. 
Piše pripovedne pesmi in kratko prozo. Ukvarja se tudi z domoznanstvom, dialektologijo in bibliotekarstvom.

## Izbrana bibliografija
- Pesmi petih (2010) (COBISS)
- Genealogija glasbene dramaturgije Škofjeloškega pasijona (2009) (COBISS)
- A glej, na tem polju je obrodil stoteren sad : zbornik Župnije sv. Jurija Stara Loka (2015) (COBISS) (soavtor, član uredniškega odbora, lektor)